# Weteringschans 79
Weteringschans 79 is een gebouw in Amsterdam-Centrum.
Het is gelegen aan de oostzijde van de Weteringschans te Amsterdam in een korte straat naar de Spiegelgracht. De achtergevel en/of zijgevel van het gebouw staan aan de Zieseniskade. Bij de bouw in 1881 vormde het architectonisch één geheel met Weteringschans 77. Het terrein was 1 are en 50 centiare groot, net zoals bij het buurpand. De bouw van het huis werd in 1881 aanbesteed als "het bouwen van twee woonhuizen, aan de Weteringschans en Verlengde Spiegelgracht". Opdrachtgever was George Peter Rosskopf (1828-1901), die tot zijn dood op huisnummer 79 zou wonen. Hij was directeur van de "Maatschappij voor de Vleeschhouwerij", die gevestigd was op Weteringschans 81-85 - zie Grote Wetering. Het gebouw is in 2004 aangewezen als gemeentelijk monument.
De gevel van het gebouw hield na oplevering het midden tussen neo-renaissancestijl en eclecticisme. Het gebouw heeft vijf bouwlagen: een souterrain, drie woonetages en een zolder. Het is duidelijk gebouwd als hoekpand, met een ronde vorm op de hoek. Die hoek was voorzien van balkonnetjes en een vrij grote dakkapel met kroon. De onderzijde van het gebouw had een natuurstenen plint. Van daaruit stijgen pilasters/halfkolommen tot aan de daklijst. Het gebouw kent twee raamgangen aan de Weteringschans, een raamgang op de hoek en drie raamgangen aan de zijde van de korte straat. Onder de ramen werd sierwerk aangebracht; op de begane grond in natuursteen, daarboven pleisterwerk. Boven de ramen van begane grond en twee hoog zijn bepleisterde sierbogen aangebracht. Die ontbreken op een hoog, waar ter versiering enkele witte blokjes zijn geplaatst. Onder de daklijst is boven iedere raamgang een festoen te zien. Boven de daklijst zijn kandelaberzuiltjes te zien. Boven de dakkapel en de middelste raamgang is een circulaire fronton te vinden.
Eind jaren tien van de 20e eeuw werd de functie van de begane grond gewijzigd, van woonhuis naar winkel. Onder leiding van architect Guillaume la Croix kwam er een pui in de stijl van de Amsterdamse School. De gehele ondergevel werd vervangen; er kwam een nieuwe indeling van ramen en deuren. De ronde vorm van de hoek bleef gehandhaafd. De invloed van de Amsterdamse School is vooral terug te vinden in de raamkozijnen en de strakke horizontale en verticale belijning. Beide toegangsdeuren kregen een versiering van Bernard Richters. Alles is doorgetrokken naar een wat armoedig lijkend aanbouwsel aan de Zieseniskade, dat niet bij het origineel hoort. Vermoedelijk dateert die aanbouw uit 1919. Oorspronkelijk lag hier de tuin van de familie Rosskopf.
In het gebouw vestigde zich op 3 december 1919 kunsthandel J.S. Fetter & Co. Een afbeelding van de nieuwe gevel werd in 1923 tentoongesteld tijdens festiviteiten rond het 25-jarig jubileum van koningin Wilhelmina. In 1925 kreeg La Croix postuum een prijs (gouden medaille) tijdens een internationale expositie van decoratieve kunsten in Parijs. Na vertrek van Fetter volgde, na een verbouwing waar Dick Greiner zich mee bemoeid zou hebben, onder meer een radiowinkel onder de naam Lageja. In de jaren zeventig vestigde zich hier de Britse Discount Bank (Overseas) Ltd. Daarna volgde nog een diamantcentrum. In 1994 vestigde Western Art Gallery Reflex zich hier, wat een terugkeer naar de kunst betekende. Dat bedrijf was er in 2017 nog steeds gevestigd. In 1980 kwam het pand nog in de gevarenzone terecht wegens de ontruiming van het kraakpand de Grote Wetering, het voormalige gebouw van de vleeshouwers van Rosskopf.
Bernard Richters had voor de toegangen een tweetal maskerkoppen ontworpen, uit te voeren in hout en deels verguld. Dat laatste was een specialiteit van de firma Fetters. Toen de Art Gallery in het pand trok werd de gehele ondergevel, inclusief de maskerkoppen van Richters, overgespoten in beige; een "laf beige" volgens kunstkenner/handelaar Frans Leidelmeijer. Later kregen ze hun oorspronkelijke kleur weer terug.

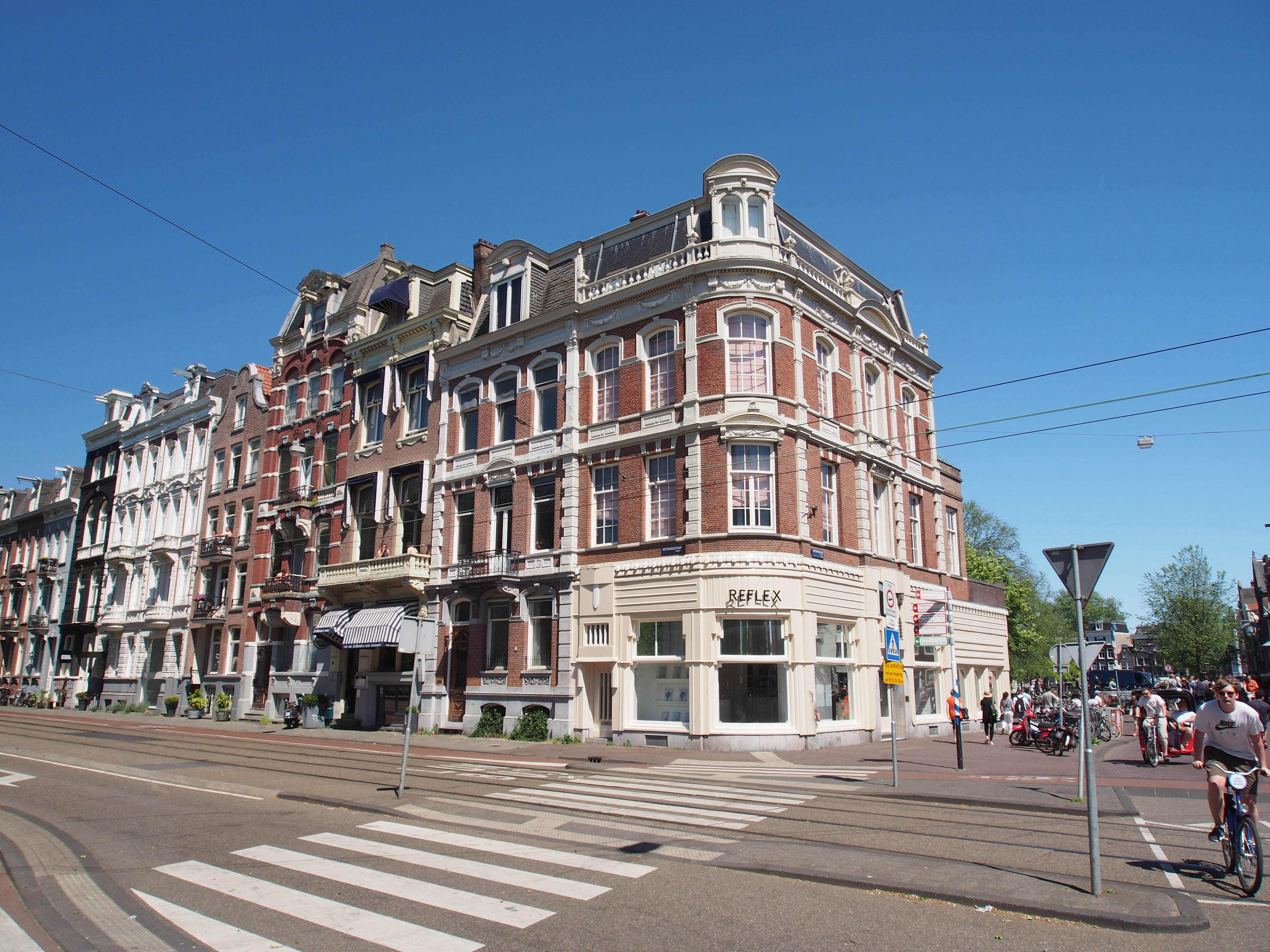
Weteringschans 77 (mei 2017), nr. 79 is het hoekpand, nr. 77 links daarvan
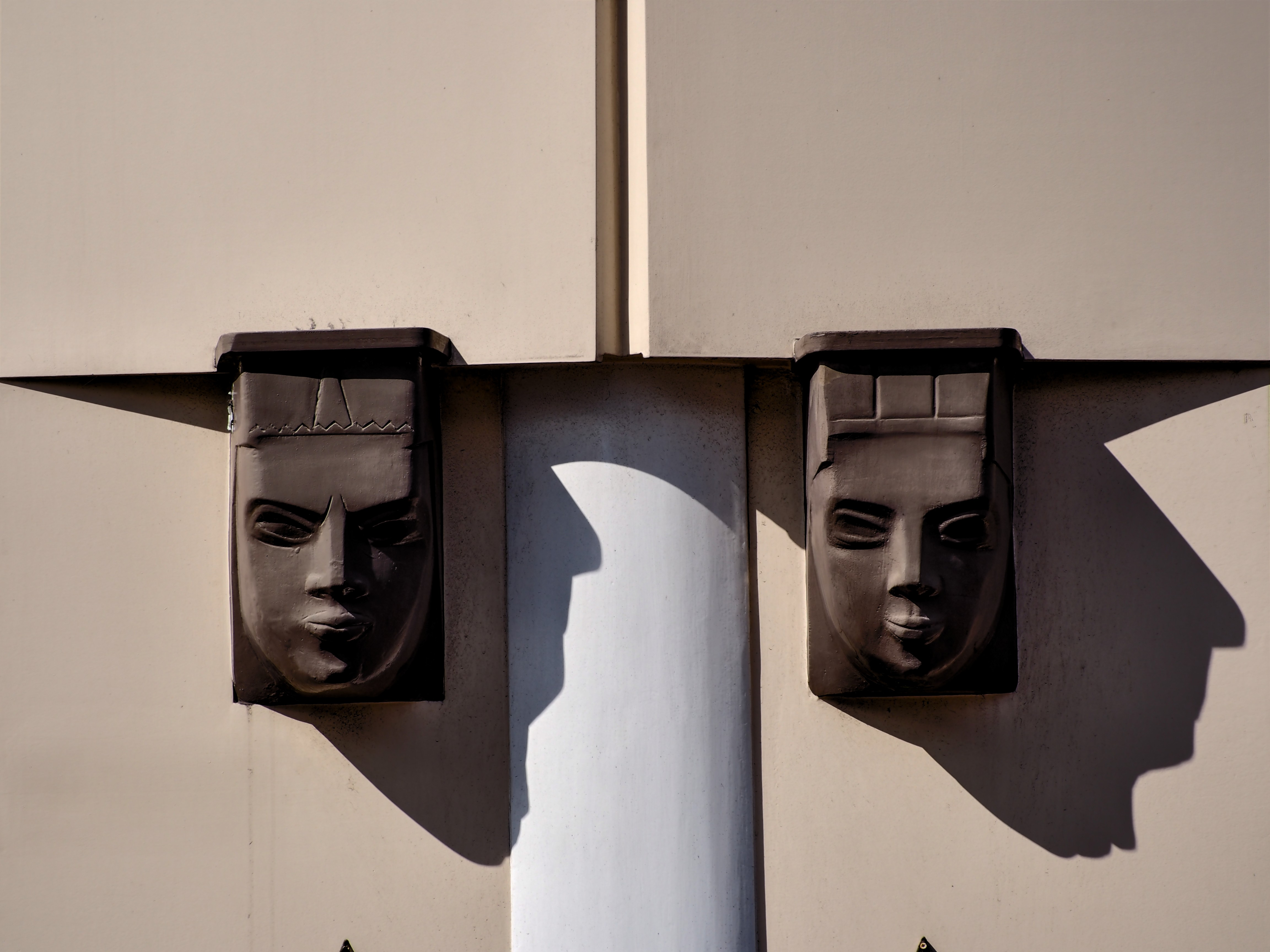
Detail van de maskers van Bernard Richters